# Uniporus
Uniporus es un género de gusanos perteneciente a la familia monotípica Uniporidae. Las especies de este género se encuentran en regiones subárticas.

## Especies
- Uniporus acutocaudatus Brinkmann, 1914-1915
- Uniporus alisae Chernyshev & Polyakova, 2017
- Uniporus borealis (Punnett, 1901)
- Uniporus hyalinus Brinkmann, 1914/15